# 4644 Oumu
4644 Oumu este un asteroid din centura principală, descoperit pe 16 septembrie 1990 de Atsushi Takahashi și Kazuo Watanabe.